# 細川ちか子
細川 ちか子（ほそかわ ちかこ、1905年（明治38年）12月31日 - 1976年（昭和51年）3月20日）は、日本の女優である。本名横田 冬（よこた ふゆ）。

## 来歴・人物
東京市麹町区内幸町1-5（現在の千代田区内幸町1-5、現在の千代田区立内幸町ホール、第一ホテルアネックスの辺り）に生まれる。
香蘭女学校を卒業し、1925年に小山内薫らの「築地小劇場」に入団、新劇の世界に入った。演出家土方与志は恩師。細くて近眼の女だからと、芸名を「細川ちか子」と命名したのは土方である。
『各人各説』で伏見直江らと初舞台を踏み、その美貌でスターとなった。1929年、23歳のときに丸山定夫らとともに同劇団を脱退し、「新築地劇団」結成に参加する。1934年、小沢栄太郎や滝沢修などと共に「新協劇団」の結成に参加、『夜明け前』『アンナ・カレーニナ』の舞台で好評を得た。1940年の劇団の強制解散後は舞台から身を引いていた。
新協劇団に所属している頃、丸山と共にP.C.L.映画製作所に入社しており、その専属女優としても活躍した。成瀬巳喜男監督の『妻よ薔薇のやうに』が代表作である。映画の出演作はすべてトーキーであった。
戦後は「劇団民藝」の座員となり、数多くの舞台で名演を見せて、同劇団の中心女優として活躍した。また、映画にも出演した。民藝と提携契約していた日活の作品を中心としながら大映映画にも出演。山本富士子の母親を演じた『金色夜叉』や『晩菊』『白鷺』が有名である。

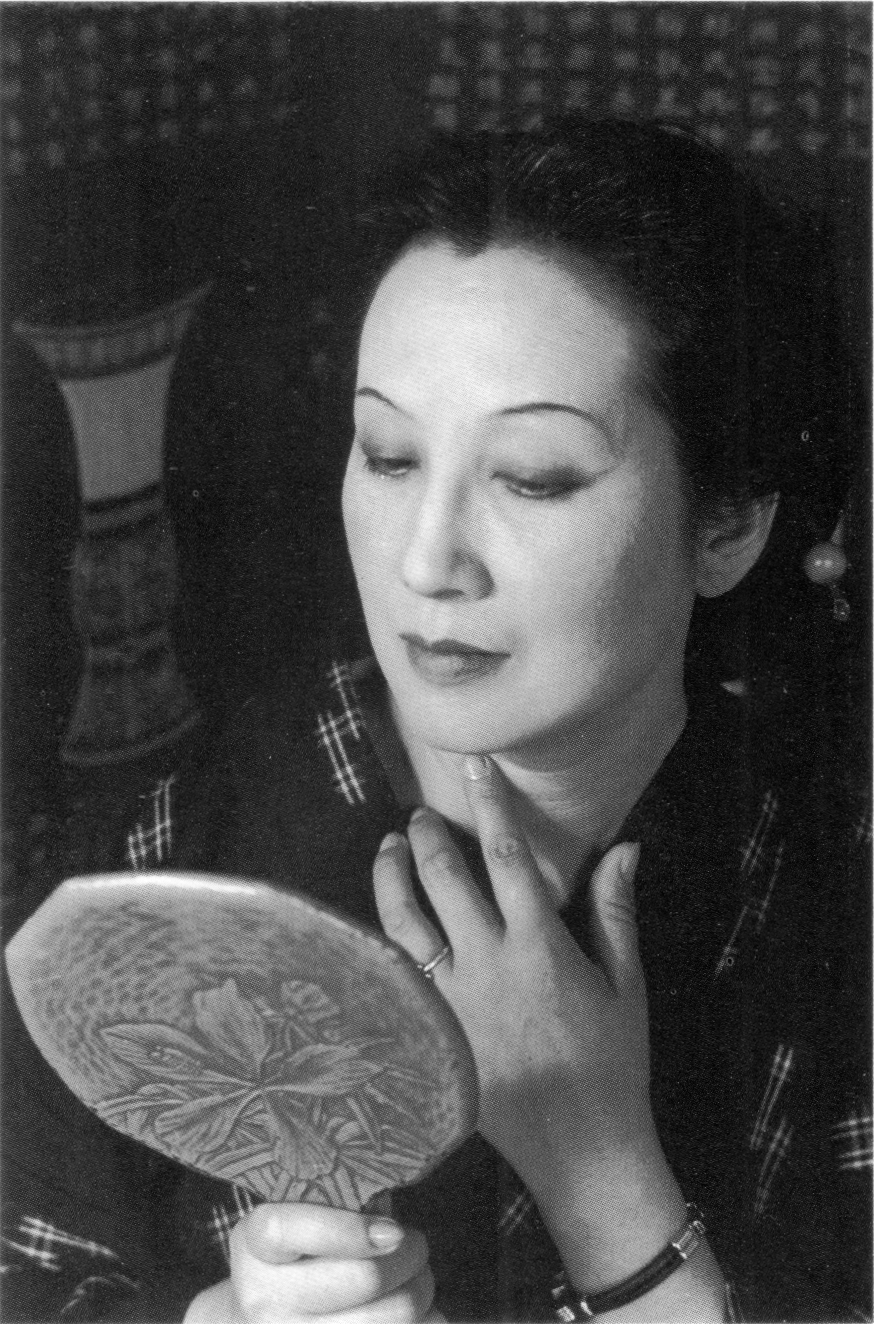
木村伊兵衛撮影。昭和27年（1952年）

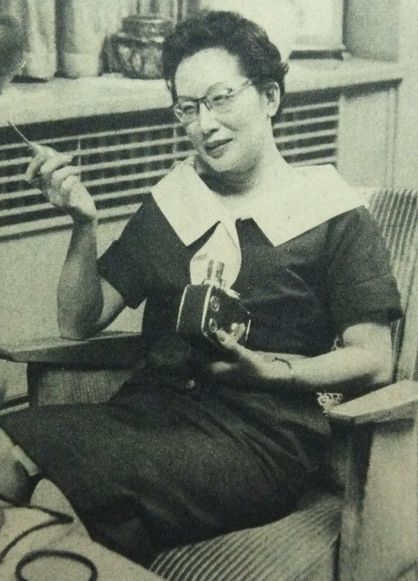
1956年

52歳の誕生日でもある1957年12月31日の『第8回NHK紅白歌合戦』では、当時の郵政大臣・田中角栄、当時の国鉄スワローズ投手・金田正一らとともに審査委員を務めた。
1963年、『社長への招待 細川ちか子財界インタヴュ』（評論新社）を上梓。
1975年、『セールスマンの死』のリンダ役で紀伊國屋演劇賞を受賞した。
1976年3月20日、閉塞性黄疸のため死去。70歳没。前年の暮れまで放送されていた大河ドラマ『元禄太平記』が遺作となった。

### 家族・恋愛関係
父は弁護士から国会議員になった横田虎彦。2歳年上の兄に映画監督の横田豊秋（のちの映画俳優の宇留木浩）がいる。横田とはP.C.L.の映画で木村荘十二監督の『三色旗ビルディング』（1935年）などで兄妹共演している。
新劇俳優になる前に結婚しており、一人の娘をもうけていたが、1926年の舞台『ホーゼ』で丸山定夫と共演したことがきっかけで、翌年夫と離婚し、丸山と恋愛関係にあった。1932年、細川は結核で倒れたため、丸山は結核の治療費の捻出のため福田良介の名前で榎本健一の一座に出演したという。しかし、二人はその後に別れている。
実業家藤山愛一郎（後に政治家）とは、日米開戦前から親しくなり、第二夫人となるが、少しも恥じず、二人の男の子をもうけた。

## 主な出演作品

### 映画
- 只野凡児 人生勉強（1934年、P.C.L.映画製作所）
- 三色旗ビルディング（1935年、P.C.L.映画製作所） - お妾 役
- 乙女ごころ三人姉妹 （1935年、P.C.L映画製作所） - おれん 役
- 妻よ薔薇のやうに（1935年、P.C.L.映画製作所） - 新吾の妻 役
- 都会の怪異七時三分（1935年、P.C.L.映画製作所） - 酒場カメレオンのマダム 役
- 桃中軒雲右衛門（1936年、P.C.L.映画製作所） - 妻 役
- 原爆の子（1952年、近代映画協会） - 石川せつ 役
- 縮図（1953年、新東宝） - 藤川の女将 役
- 夜明け前（1953年、新東宝） - おまん 役
- 月よりの使者（1954年、大映） - 前島みつ 役
- 金色夜叉（1954年、大映） - 鴨沢たか 役
- 晩菊（1954年、東宝） - 小池たまえ 役
- 唐人お吉（1954年、北星） - お福の母 役
- 女中ッ子（1955年、日活） - 野呂夫人 役
- 女優（1956年、新東宝） - 月子 役
- 銀心中（1956年、日活） - おかみ 役
- 孤獨の人（1957年、日活） - 宿の女将 役
- 白鷺（1958年、大映） - いく 役
- 女が階段を上る時（1960年、東宝） - 女将松子 役
- 青年の樹（1960年、日活） - 紫雨先生 役
- 武器なき斗い（1960年、大東映画） - 山本多年 役
- あいつと私（1961年、日活） - おばあちゃん 役
- 釈迦（1961年、大映） - マーヤー 役
- 太陽、海を染めるとき（1961年、日活） - ママさん 役
- 新・忍びの者（1963年、大映） - 北政所 役
- 夕陽の丘（1964年、日活） - 塩沢タネ 役
- 執炎（1964年、日活） - 久坂玉乃 役
- 神々の深き欲望（1968年、日活） - 東夫人 役
- 侠花列伝 襲名賭博（1969年、日活）

### テレビ
- 子供の時間 / ようこそおじさんおはなしおじさん（1953年、NHK）
- 東芝日曜劇場 (TBS)
  - 第19話「源氏物語」（1957年）
  - 第23話「女将」（1957年）
  - 第47話「古瀬戸」（1957年）
  - 第114話「黒い手袋」（1959年）
  - 第127話「窓の灯」（1959年）
  - 第194話「愛のしらべ」（1960年）
  - 第209話「風に鳴る楡」（1960年） - 郁子 役
  - 第389話「別れる」（1964年）
  - 第449話「塵の女」（1965年）
  - 第496話「身上相談をする女」（1966年）
  - 第510話「別れの曲」（1966年）
- ウロコ座 第66話「姫重態」（1957年、KR）
- 民芸アワー / 春の雪（1958年、NTV）
- 久保田万太郎アワー (NTV)
  - おりき（1958年）
  - 雨空（1958年）
- シオノギ劇場 / 春の孤独（1958年、NTV）
- お好み日曜座 (NHK)
  - 翡翠（1958年）
  - 白い墓標（1958年） - 家政婦・信乃 役
  - ちゃん（1959年）
  - 最後の鎧武者（1959年）
- 雑草の歌 (NTV)
  - 第20話「酔いどれ地獄」（1958年）
  - 第63話「わが道は君とともに」（1959年）
  - 第72話「墓標の影に」（1959年）
- おかあさん（TBS）
  - 第1シリーズ 第15話「信号機」（1958年）
  - 第2シリーズ 第344話「母は動かず」（1966年）
- 東芝土曜劇場 (CX)
  - 第1話「左の腕」（1959年）
  - 第12話「薔薇ものがたり」（1959年）
  - 第15話「一生に一度」（1959年）
- ここに人あり (NHK)
  - 第94話「バラを愛す」（1959年）
  - 第100話「愛のテープレコーダー」（1959年）
- サンヨーテレビ劇場（KR）
  - 母の社会科（1959年）
  - 女は同じ物語（1961年）
  - 翡翠（1961年）
- 三行広告 (CX)
  - 第17話「テレビ出演多忙」（1959年）
  - 第24話「母の心 子の心」（1959年）
- 母と子 第33話「一人息子」（1959年、KR）
- ダイヤル110番 第102話「海のある町」（1959年、NTV）
- ゴールドステージ / 母の上京（1959年、NTV） - 老母 役
- この謎は私が解く / 聖夜を探せ（1959年、KR）
- 百万人の劇場 第3話「女は同じ物語」（1960年、CX） - 母・さわ 役
- 愛の劇場 (NTV)
  - 第42話「憎い笑顔」（1960年）
  - 第76話「山靴」（1961年）
  - 第111話「結婚予約」（1961年） - 妻 役
- 東レサンデーステージ（NTV）
  - 第23話「淡雪のロマンス」（1960年）
  - 第35話「まんづ星っこ一杯だ」（1961年） - 羽鳥洋子 役
- NECサンデー劇場 (NET)
  - 鵬屋春琴（1961年）
  - しゃもじ（1961年）
  - お勝手の花嫁（1961年）
- テレビ指定席 / 春の雪（1961年、NHK）
- 夜の十時劇場 / 夜の波紋（1961年、CX）
- シャープ火曜劇場 (CX)
  - 第7話「愛妻物語」（1961年）
  - 第81話「まごころ」（1963年） - いち 役
  - 第82話「草の実」（1963年）
- 女の園 第7話「紅葉狩」（1961年、NHK）
- 文芸アワー / 田舎教師（1962年、NTV）
- お気に召すまま 第8話「生活の知恵」（1962年、NETテレビ）
- 名作推理劇場 / 晩餐後の筋書（1962年、MBS）
- 近鉄金曜劇場 (TBS)
  - やきもの師（1962年）
  - 散る花びらに（1964年）
- 松本清張シリーズ・黒の組曲 第47話「走路」（1963年、NHK）
- 嫁ぐ日まで 第25話「ゆめ」（1963年、CX）
- NHK大河ドラマ (NHK)
  - 赤穂浪士（1964年、NHK） - 吉田貞柳 役
  - 元禄太平記（1975年、NHK大河ドラマ） - 桂昌院 役
- 文芸劇場 第101話「正直者」（1964年、NHK）
- 判決 (NET)
  - 第71話「鎖の園」（1964年） - 母セツ 役
  - 第83話「志野の里」（1964年）
- 一千万人の劇場 / 殉死（1964年、CX）
- 30分劇場 第23話「夏の日終る」（1964年、NTV） - 米山稲子 役
- 日産スター劇場 / 喪服の女（1965年、NTV）
- シオノギテレビ劇場 (CX)
  - 片岡千恵蔵アワー・落城（1965年）
  - 山本周五郎シリーズ・しゅるしゅる（1966年） - 万之助の母 役
- NHK劇場 (NHK)
  - 高窓のある部屋（1965年）
  - マイ・ポンコツ車（1967年）
  - この傷につけるクスリ（1967年）
  - 女だけの海（1967年）
  - 母っちゃの枕は（1968年）
- 大奥（1968年 - 1969年、フジテレビジョン） - 滝川 役
- ポーラテレビ小説 / アンラコロの歌（1972年、TBSテレビ） - 登美 役
- 花は花よめ（1972年、NTV）
- 放浪家族（1975年、毎日放送） - 堀田すず 役

### 舞台
- その妹（1951年、民藝） - 芳子 役
- 炎の人（1951年、民藝） - シーン 役
- 厳頭の女（1952年、民藝） - いね 役
- 冒した者（1952年、民藝） - 柳子 役
- 五稜郭血書（1952年、民藝） - 居留地お竜 役
- 民衆の敵（1953年、民藝） - ストックマン夫人 役
- あっぱれクライトン（1953年、民藝） - ブロックルハースト夫人 役
- 神は知っていた（1954年、民藝） - アジザ 役
- 闇の力（1954年、民藝） - アニーシャ 役
- 大和の村（1955年、民藝） - おとき 役
- ヴィルヘルム・テル（1955年、民藝） - ゲルトルート 役
- 愛は死をこえて（1955年、民藝） - ブラッケン 役
- 最後のひとびと（1956年、民藝） - ソーフィヤ 役
- 帰らぬ人（1956年、民藝） - シゲ 役
- 漁船天佑丸（1957年、民藝） - クニエルチェ 役
- 島（1957年・1958年、民藝）
- 法隆寺（1958年、民藝） - トジコノ妃 役
- 運命（1959年、民藝）
- ガラスの動物園（1959年、民藝）
- どん底（1960年、民藝）
- さじきっぱら（1961年、民藝）
- 火山灰地（1961年、民藝） - 照子 役
- るつぼ（1962年・1963年、民藝）
- 狂気と天才（1963年、民藝）
- 夜明け前（1964年、民藝） - おまん 役
- 開かれた処女地（1965年、民藝）
- 報いられたもの（1966年、民藝）
- オットーと呼ばれる日本人（1966年、民藝）
- 瀬戸内海の子供ら（1967年、民藝）
- 白い夜の宴（1967年、民藝）
- エレクトラ（1967年、民藝）
- ワッサ・ジェレズノーワ（1968年、民藝）
- ジョン・ガブリエル・ボルクマン（1968年、民藝）
- かもめ（1969年、民藝）
- もう一人のヒト（1970年、民藝）
- 焼けたトタン屋根の猫（1970年、民藝）
- るつぼ（1971年、民藝）
- 誤解（1972年、民藝）
- 円空遁走曲（1973年、民藝）
- 血の婚礼（1973年、民藝）
- 桜の園（1974年、民藝）
- セールスマンの死（1975年、民藝） - リンダ 役

## 著書
- 『社長への招待 細川ちか子財界インタヴュ』評論新社、1963年。
- 『こんちわァ社長さん 細川ちか子・財界50人対談』評論新社、1967年。